# Vetiverol
Vetiverol is een sesquiterpeen-alcohol, die het hoofdbestanddeel vormt van vetiverolie, de etherische olie van de wortel van vetiver; het maakt ongeveer de helft van de olie uit.
Vetiverol wordt aangeduid met het CAS-nummer 68129-81-7 (EEG-nummer 268-578-9) (IUPAC-naam: (5R,6R)-6,10-dimethyl-3-propan-2-ylideen-spiro[4.5]dec-9-en-8-ol)
Een tweede isomeer met CAS-nummer 89-88-3 (EEG-nummer 201-949-5) (IUPAC-naam: 4,8-dimethyl-2-propan-2-ylideen-3,3a,4,5,6,8a-hexahydro-1H-azulen-6-ol), wordt sinds 2014 aangeduid als foutief en zou niet meer gebruikt moeten worden.

## Toepassingen
Vetiverol is een gele tot lichtgroene, viskeuze vloeistof. Ze heeft een matig sterke, zoete houtgeur van balsem of sandelhout. Het is een veelvoorkomend ingrediënt in parfumsamenstellingen en in aroma's voor levensmiddelen.
Vetiverol kan geacetyleerd worden tot vetiverylacetaat, dat een sterkere geur met fruit-, groen- en houtnuances heeft en dat in de basisnoten van een aantal parfums wordt gebruikt.